# Estación Roldán
Roldán es una estación ferroviaria ubicada en la localidad del mismo nombre en el Departamento San Lorenzo, Provincia de Santa Fe, Argentina.
Se encuentra actualmente con operaciones de pasajeros, por sus vías transitan los servicios Retiro-Córdoba de la empresa estatal Trenes Argentinos Operaciones, aunque no hace parada en esta.

## Servicios
La estación corresponde al Ferrocarril General Bartolomé Mitre de la red ferroviaria argentina. Hoy está concesionada a la empresa de cargas Nuevo Central Argentino (NCA).
Tras 44 años de que fuera cerrada, esta estación fue seleccionada para ser parada intermedia del futuro servicio de pasajeros entre Rosario Norte y Cañada de Gómez, que se espera que comience a fines de diciembre de 2021.
A fines de marzo de 2022, se realizó un viaje de prueba en el cual esta estación fue parada obligada.
Esta estación fue seleccionada para ser detención obligatoria del servicio de pasajeros entre Rosario Norte y Cañada de Gómez, cuyo viaje de prueba oficial fue el día 4 de mayo de 2022.
Desde el 5 de agosto es parada intermedia del servicio metropolitano Rosario - Cañada de Gómez.